# Фаминцын, Александр Сергеевич
Фаминцын Александр Сергеевич (24 октября [5 ноября] 1841, Калуга — 24 июня [6 июля] 1896, Лигово) — русский музыковед, композитор, профессор Санкт-Петербургской консерватории. Один из первых (наряду с друзьями-единомышленниками А. Н. Серовым, Н. В. Лысенко) исследователей русского и славянского фольклора, быта, истории музыкальных инструментов. Среди его важнейших научных трудов — «Божества древних славян» (1884), «Древняя индокитайская гамма» (1889), «Скоморохи на Руси» (1889), «Гусли, русский народный музыкальный инструмент» (1890) и другие.

## Биография
Происходил из старинного дворянского рода Фаминцыных. Его старший брат — ботаник Андрей Сергеевич Фаминцын (1835—1918).
Получил хорошее домашнее воспитание. Поступил в гимназию, уже зная французский и немецкий языки. В 1847 году семья переехала в Санкт-Петербург. По окончании 3-й Петербургской гимназии поступил на естественное отделение физико-математического факультета Петербургского университета. Во время обучения в университете занимался музыкой у М. Л. Сантиса и Ж. Фохта.
По окончании университета решил посвятить себя музыке. Учился в консерватории в Лейпциге с 1862 по 1864 г. Его учителями были М. Гауптман и Э. Ф. Рихтер (теория музыки), К. Ридель и И. Мошелес (фортепиано). Затем ещё год он изучал композицию и инструментализм под руководством М. Зейфрица в Лемберге (Львове).
По возвращении в Россию в 1865 году Александр Сергеевич Фаминцын стал профессором музыки и эстетики в Санкт-Петербургской консерватории. Специализируется на изучении русского песенного фольклора, русской и славянской культуры. Его университетские лекции являются первым обширным и самостоятельным трудом в области истории музыки на русском языке. После конфликта с директором консерватории А. Г. Рубинштейном в 1872 году покинул консерваторию. Будучи уже известным в музыкальных кругах Санкт-Петербурга, вёл самостоятельную исследовательскую и преподавательскую деятельность, публикует научные труды, пишет критические статьи для журналов.
Позже Фаминцын состоял секретарём Главной дирекции Императорского русского музыкального общества. Пробовал себя, не слишком удачно, в качестве композитора. Написал оперы «Сарданапал» и «Уриэль Акоста», симфоническую картину «Шествие Дионисия», «Русскую рапсодию» для скрипки с оркестром, три струнных квартета и целый ряд произведений для фортепиано. Писал критические статьи для таких изданий, как «Голос», «Пчела», «Музыкальный листок», «Слово», «Санкт-Петерсбургер Цайтунг».
Известна журнальная полемика 1871 года между ним и музыкальным критиком В. В. Стасовым, закончившаяся судебным разбирательством — первым музыкальным процессом в истории России. Разногласия касались проблемы народности, национальных особенностей русского музыкального искусства. Стасов активно боролся за «Глинку против Вагнера». Фаминцын доказывал, что в России необходимо ставить иностранные оперы, так как это будет способствовать становлению «неподражательного русского оперного искусства». Суд счел обвинение в клевете необоснованным, однако усмотрел в статьях Стасова наличие брани в печати и приговорил его к штрафу в 25 рублей и домашнему аресту на 7 дней.
В апреле 1879 года братья Фаминцыны были арестованы «в профилактическом порядке» в связи с неудачным покушением террориста-народника А. К. Соловьева на императора Александра II. После вмешательства ректора университета А. Н. Бекетова через 4 дня они были освобождены.
Александр Сергеевич Фаминцын умер 24 июня (6 июля) 1896 года в дачном поселке Лигово под Санкт-Петербургом. Перед смертью он работал над книгами «Богиня весны и смерти в песнях и обрядах славян» и «Древнеарийские и древнесемитские элементы в обычаях, обрядах, верованиях и культурах славян», которые были завершены его коллегами и опубликованы в Москве. Похоронен на Волковском православном кладбище. Могила утрачена.

## Труды

###### Собственные
- Разбор сочинения Шафранова: О складе народно-русской песенной речи (СПб., 1881).
- Божества древних славян (неоконч., 1-й выпуск 1884).
- Древняя индокитайская гамма в Азии и Европе (в музык. журнале «Баян», 1888, отд. изд. СПб., 1889).
- Скоморохи на Руси (СПб.: Тип. Э. Арнгольда, 1889).
- Гусли, русский народный музыкальный инструмент (СПб: Общество любителей древней письменности, 1890, серебряная медаль Академии наук).
- Домра и сродные ей музыкальные инструменты русского народа. — СПб.: тип. Э. Арнгольда, 1891. — С. 194.
- Биографический и исторический словарь русских музыкальных деятелей (начат в 1880-е годы, остался незаконченным).

###### Переводы
- Рихтер Э. Ф. Учебник гармонии (1876).
- Рихтер Э. Ф. Учебник контрапункта (1873).
- Рихтер Э. Ф. Учебник фуги (1873).
- Рихтер Э. Ф. Элементарная теория музыки / С доп. и под ред. А. С. Фаминцына. — 1878.
- Маркс А. Б. Всеобщий учебник музыки. — 1872.
- Дрэзеке Ф. Руководство к модуляции.